# شرلوک نومز
شرلوک نومز (انگلیسی: Sherlock Gnomes) یک پویانمایی سه‌بعدی  در سبک کمدی رمانتیک و معمایی به کارگردانی جان استیونسون است که در ۲۳ مارس ۲۰۱۸ از سوی پارامونت پیکچرز منتشر شد.

## صداگذاران
- جیمز مک‌آووی
- امیلی بلانت
- جانی دپ
- چویتل اجیوفور
- مری جی. بلایژ
- مایکل کین
- مگی اسمیت
- مت لوکاس
- استیون مرچنت
- جولی والترز
- ریچارد ویلسون
- آزی آزبورن
- جیم کامینگز